# 梅里沙尼鄉

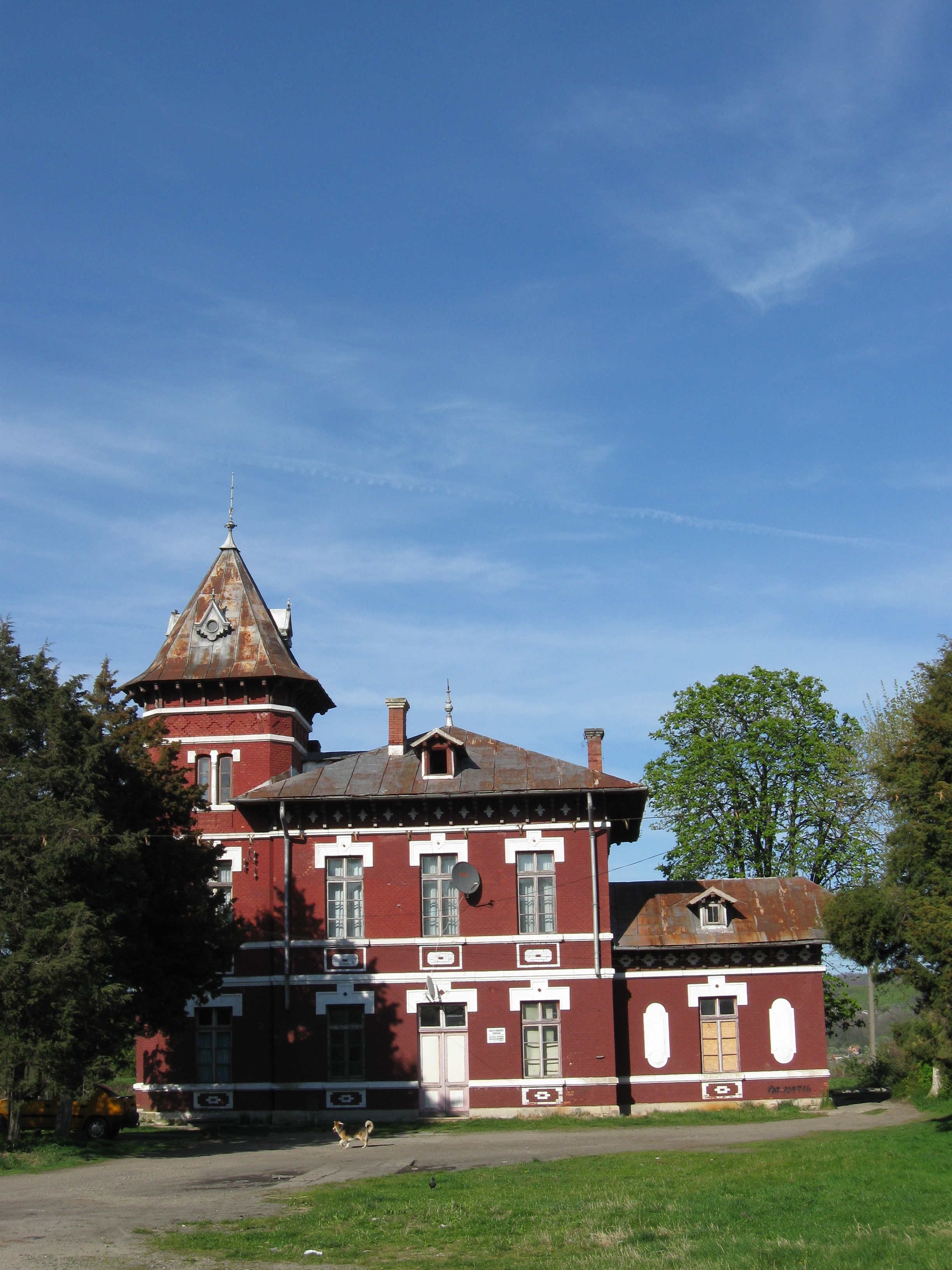

44°58′N 24°44′E / 44.967°N 24.733°E
梅里沙尼鄉（羅馬尼亞語：Comuna Merișani, Argeș），是羅馬尼亞的鄉份，位於該國中南部，由阿爾傑什縣負責管轄，面積22平方公里，海拔高度327米，2007年人口4,750，人口密度每平方公里215人。